# Claude Gillot

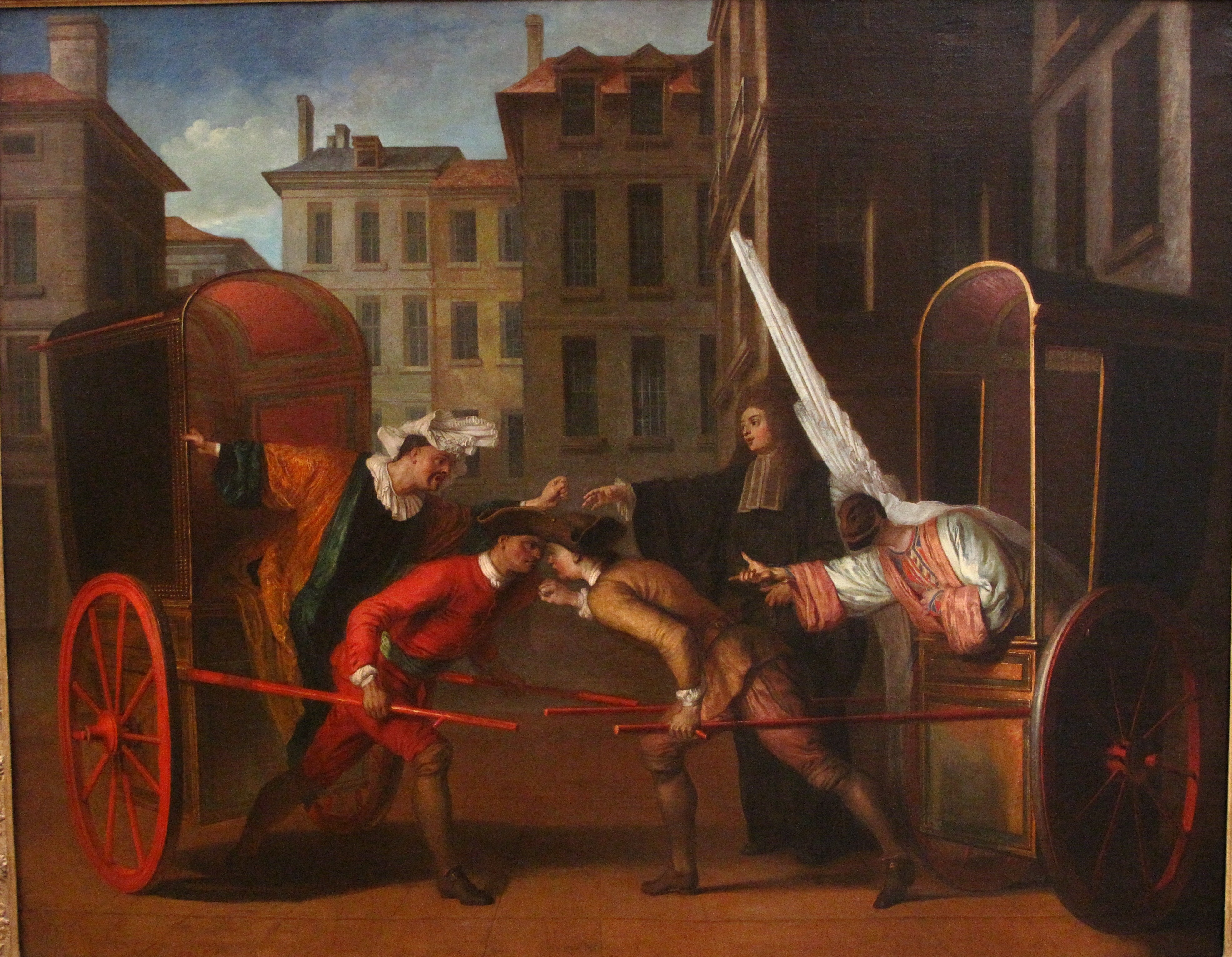
Las dos carrozas, por Claude Gillot, 1707.

Claude Gillot (Langres, 28 de abril de 1673-París, 4 de mayo de 1722) fue un pintor francés, conocido sobre todo por haber sido el maestro de Watteau y Lancret.
Sus piezas de paisajes mitológicos, con títulos tales como Fiesta de Pan y Fiesta de Baco, le abrieron las puertas de la Academia de Pintura en París en 1715; y después adaptó su arte a los gustos de la época, e introdujo las decorativas fêtes champtres (fiestas campestres), en las que posteriormente fue sobrepasado por sus alumnos. Estaba también muy relacionado con la ópera y el teatro, como diseñador de escenarios y vestimentas.
Falleció en 1722 en París.